# Марсело Кордоба
Марсело Кордоба (шп. Marcelo Córdoba) је аргентински глумац.

## Приватни живот и каријера
Рођен је 21. новембра 1973. у Буенос Ајресу.
Детињство је провео у главном граду, а са 14 година се сели у Виља дел Парк. Тамо и данас живе његови родитељи Алберто и Сара. 
Старији брат Серхио живи у Солдати.
Ожењен је и има сина Леонела и кћерку Флор.
Студирао је Графички дизајн на Универзитету Буенос Ајрес. Након завршетка основних студија почиње да тражи посао.
Радио је као курир, продавац, у видео-клубу ... и ситне послове за аргентинску телевизију Телефе.
Глумачку каријеру започиње у Мексику 2005. у историјској теленовели Алборада поред Лусеро и Фернанда Колунге.
По завршетку снимања Албораде са супругом и децом прелази да живи у Мексико Сити.
2006. игра у неколико епизода ТВ серије Mujer, casos de la vida real, након тога има краћу улогу у теленовели Сломљено срце, а годину завршава уласком у серију Amar sin límites када први пут игра негативца Андреса.
2007. је одабран да буде део глумачке екипе историјске теленовеле Страсти, продуценткиње Карле Естраде, у којој игра поред Сусане Гонзалез и Себастијана Руљија.
2008. се појављује у ТВ серији La rosa de Guadalupe.
Касније исте године игра негативца Макса у теленовели Заувек заљубљени.
Продуценткиња Карла Естрада га, 2009, позива да игра у серији Магична привлачност где глуми Роберта, хедонисту и коцкара који живи у несрећном браку из којег га занима само богатство његове супруге, а коју је дочарала глумица Шантал Андере.
2010. је поново негативац, доктор Ернан Ирасабал, у теленовели Море љубави.
Имао је епизодну улогу у ТВ серији Mujeres asesinas и специјално гостовање у хумористичкој теленовели Llena de amor у којој је био капетан Хосе Марија Севиља из млађих дана.
2011. добија улогу у новој теленовели продуценткиње Роси Окампо, Тајна љубав, у којој интерпретира Антолина, човека који користи свој шарм и симпатичност како би радио незаконите послове.
2012. игра у хумористичкој теленовели Por ella soy Eva (Због ње сам Ева).

## Филмографија
Теленовеле:
| Година:       | Српски наслов:      | Оригинални наслов: | Улога:                    |
| ------------- | ------------------- | ------------------ | ------------------------- |
| 2013.         | /                   |                    | Елеазар                   |
| 2013.         | /                   |                    | Висенте                   |
| 2012.         | /                   |                    | Плутарко Рамос            |
| 2011.         | Тајна љубав         |                    | Антолин Галван            |
| 2010.         | /                   |                    | Хосе Марија Севиља        |
| 2010.         | Море љубави         |                    | др Ернан Ирасабал         |
| 2009.         | Магична привлачност |                    | Роберто Кастељар          |
| 2008. – 2009. | Заувек заљубљени    |                    | Максимилијано Макс Куељар |
| 2007. – 2008. | Страсти             |                    | Асканио Гонзалез          |
| 2006. – 2007. | /                   |                    | Андрес Галван             |
| 2006.         | Сломљено срце       |                    | Данијел Бустаманте        |
| 2005. – 2006. | Алборада            |                    | Маркос                    |

ТВ серије:
| Година: | Српски наслов: | Оригинални наслов: | Улога/Наслов епизоде: |
| ------- | -------------- | ------------------ | --------------------- |
| 2010.   | /              |                    |                       |
| 2009.   | /              |                    | Новинар Карлос        |
| 2006.   | /              |                    |                       |
|         | /              |                    |                       |